# Campionati europei di corsa campestre 1996
Il III Campionato europeo di corsa campestre si è disputato a Charleroi, in Belgio, il 15 dicembre 1996. Il titolo maschile è stato vinto da Jon Brown mentre quello femminile da Sara Wedlund.

## Risultati
I risultati del campionato sono stati:

### Individuale (uomini)
| Pos. | Atleta            | Tempo (m's") |
| ---- | ----------------- | ------------ |
|      | Jon Brown         | 32'37"       |
|      | Paulo Guerra      | 33'12"       |
|      | Mustapha Essaïd   | 33'19"       |
| 4.   | Carsten Jørgensen | 33'20"       |
| 5.   | Eduardo Henriques | 33'28"       |
| 6.   | Umberto Pusterla  | 33'36"       |
| 7.   | Vincent Rousseau  | 33'42"       |
| 8.   | Yann Millon       | 33'42"       |
| 9.   | Vítor Almeida     | 33'43"       |
| 10.  | Andrea Arlati     | 33'44"       |
| 11.  | José Regalo       | 33'54"       |
| 12.  | Alejandro Gómez   | 27'17"       |

### Squadre (uomini)
| Pos. | Nazione                                                                 | Punti |
| ---- | ----------------------------------------------------------------------- | ----- |
|      | Portogallo Paulo Guerra Eduardo Henriques Vítor Almeida José Regalo     | 27    |
|      | Francia Mustapha Essaïd Yann Millon Cédric Dehouck Mohamed Ezzher       | 47    |
|      | Belgio Vincent Rousseau Marc Vanderstraeten Koen Van Rie Eric Bouffioux | 59    |
| 4.   | Italia                                                                  | 62    |
| 5.   | Gran Bretagna                                                           | 76    |
| 6.   | Spagna                                                                  | 86    |
| 7.   | Russia                                                                  | 124   |
| 8.   | Irlanda                                                                 | 138   |

### Individuale (donne)
| Pos. | Atleta            | Tempo (m's") |
| ---- | ----------------- | ------------ |
|      | Sara Wedlund      | 17'04"       |
|      | Julia Vaquero     | 17'14"       |
|      | Annemari Sandell  | 17'19"       |
| 4.   | Elene Fidatov     | 17'24"       |
| 5.   | Albertina Dias    | 17'29"       |
| 6.   | Claudia Lokar     | 17'35"       |
| 7.   | Yanna Oubouhou    | 17'36"       |
| 8.   | Hayley Haining    | 17'37"       |
| 9.   | Laurence Vivier   | 17'39"       |
| 10.  | Anja Smolders     | 17'41"       |
| 11.  | Chryssie Girard   | 17'42"       |
| 12.  | Laurence Duquenoy | 17'46"       |

La gara fu vinta da Iulia Negura con un tempo di (16:58): l'atleta rumena venne però squalificata per doping e quindi le fu revocata la medaglia conquistata.

### Squadre (donne)
| Pos. | Nazione                                                    | Punti |
| ---- | ---------------------------------------------------------- | ----- |
|      | Francia Yanna Oubouhou Laurence Viver Chryssie Girard      | 27    |
|      | Gran Bretagna Hayley Haining Andrea Whitcombe Suzanne Rigg | 39    |
|      | Belgio Anja Smolders Veronique Collard Lieve Slegers       | 43    |
| 4.   | Svezia                                                     | 45    |
| 5.   | Germania                                                   | 64    |
| 6.   | Romania                                                    | 69    |
| 7.   | Irlanda                                                    | 71    |
| 8.   | Spagna                                                     | 71    |

## Medagliere
Legenda
     Paese ospitante
| Posizione | Paese         | Oro | Argento | Bronzo | Totale |
| --------- | ------------- | --- | ------- | ------ | ------ |
| 1         | Francia       | 1   | 1       | 1      | 3      |
| 2         | Gran Bretagna | 1   | 1       | 0      | 2      |
| 2         | Portogallo    | 1   | 1       | 0      | 2      |
| 4         | Svezia        | 1   | 0       | 0      | 1      |
| 5         | Spagna        | 0   | 1       | 0      | 1      |
| 6         | Belgio        | 0   | 0       | 2      | 2      |
| 7         | Finlandia     | 0   | 0       | 1      | 1      |
| Totale    | Totale        | 4   | 4       | 4      | 12     |